# دلیطه محمد دلیطه
دلیطه محمد دلیطه (عربی: دليطة محمد دليطة؛ زادهٔ ۱۲ مارس ۱۹۵۸) یک سیاست‌مدار اهل جیبوتی است.